# Гайленд-Гайтс (Кентуккі)
Гайленд-Гайтс (англ. Highland Heights) — місто (англ. city) в США, в окрузі Кемпбелл штату Кентуккі. Населення — 6662 особи (2020).

## Географія
Гайленд-Гайтс розташований за координатами 39°2′8″ пн. ш. 84°27′24″ зх. д. / 39.03556° пн. ш. 84.45667° зх. д. (39.035496, -84.456673). За даними Бюро перепису населення США в 2010 році місто мало площу 6,71 км², уся площа — суходіл.

## Демографія
Згідно з переписом 2010 року, у місті мешкали 6923 особи в 2610 домогосподарствах у складі 1282 родин. Густота населення становила 1032 особи/км². Було 2833 помешкання (422/км²).
Расовий склад населення:
| - 90,8 % — білих - 5,0 % — чорних або афроамериканців - 2,0 % — азіатів - 0,2 % — корінних американців |

До двох чи більше рас належало 1,6 %. Частка іспаномовних становила 1,1 % від усіх жителів.
За віковим діапазоном населення розподілялося таким чином: 13,6 % — особи молодші 18 років, 72,9 % — особи у віці 18—64 років, 13,5 % — особи у віці 65 років та старші. Медіана віку мешканця становила 26,3 року. На 100 осіб жіночої статі у місті припадало 85,5 чоловіків; на 100 жінок у віці від 18 років та старших — 82,7 чоловіків також старших 18 років.
Середній дохід на одне домашнє господарство становив 58 377 доларів США (медіана — 51 806), а середній дохід на одну сім'ю — 67 889 доларів (медіана — 62 700). Медіана доходів становила 46 265 доларів для чоловіків та 39 167 доларів для жінок. За межею бідності перебувало 18,9 % осіб, у тому числі 35,2 % дітей у віці до 18 років та 8,4 % осіб у віці 65 років та старших.
Цивільне працевлаштоване населення становило 3728 осіб. Основні галузі зайнятості: освіта, охорона здоров'я та соціальна допомога — 30,6 %, роздрібна торгівля — 15,3 %, мистецтво, розваги та відпочинок — 10,1 %, фінанси, страхування та нерухомість — 7,6 %.